# Œil de bœuf (timbre)
Pour l’article homonyme, voir Œil de bœuf (homonymie).
L'Œil de bœuf (Olho-de-boi en portugais) est le nom donné aux premiers timbres de la poste du Brésil, émis le 1er août 1843. Ils représentent un grand ovale portant la valeur faciale (en réis). Trois valeurs furent retenues : 30, 60 et 90 réis. Ils étaient non dentelés (comme tous les timbres aussi anciens). Il y a plusieurs impressions, plaques et papiers utilisés (ce qui rend chaque timbre unique). La valeur de 30 réis était destinée aux correspondances au sein d'une même ville ou en complément, celle de 60 réis de ville à ville et celle de 90 réis pour l'étranger.

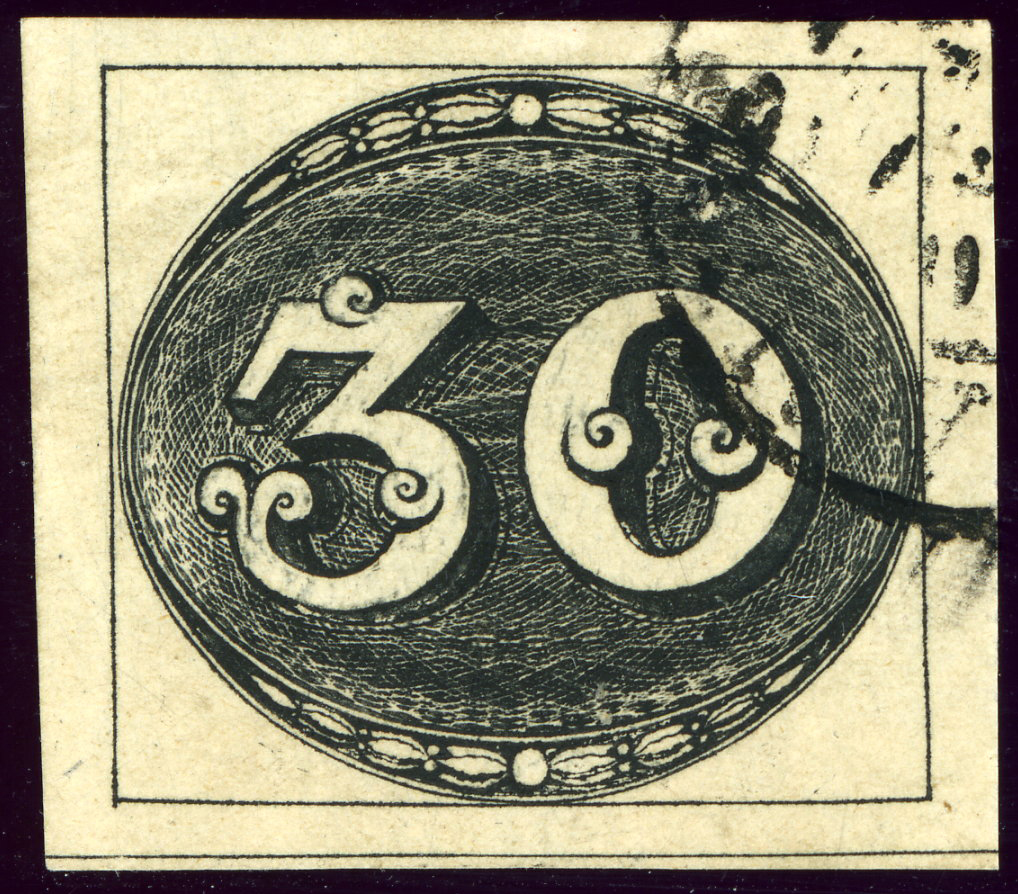
Le 30 réis de 1843

Contrairement au Royaume-Uni avec le Penny Black de 1840, la poste brésilienne ne représenta pas l'effigie de l'empereur Pierre II. Plusieurs théories s'affrontent et les plus connues sont : soit que l'empereur ne voulait pas voir son portrait recouvert par une oblitération ou bien que le Brésil manquait de graveurs capables de dessiner un portrait.
Des dessins similaires (chiffres sur fond noir, ou fond de couleur en 1854) sont utilisés pour les émissions suivantes jusqu'en 1866, toutes non dentelées. En 1866, ils sont remplacés par des timbres dentelés portant des effigies de Pierre II.
Ces timbres ont toujours été considérés comme rares et de nombreux faux ont été fabriqués depuis le XIXe siècle bien que la plupart ne résistent pas à une comparaison avec l'original. Leur rareté s'explique par le fait qu'ils étaient souvent détruits lors de l'ouverture de l'enveloppe, que leur durée d'utilisation fut courte ainsi que par la destruction par les flammes d'une partie du tirage.

## Cote

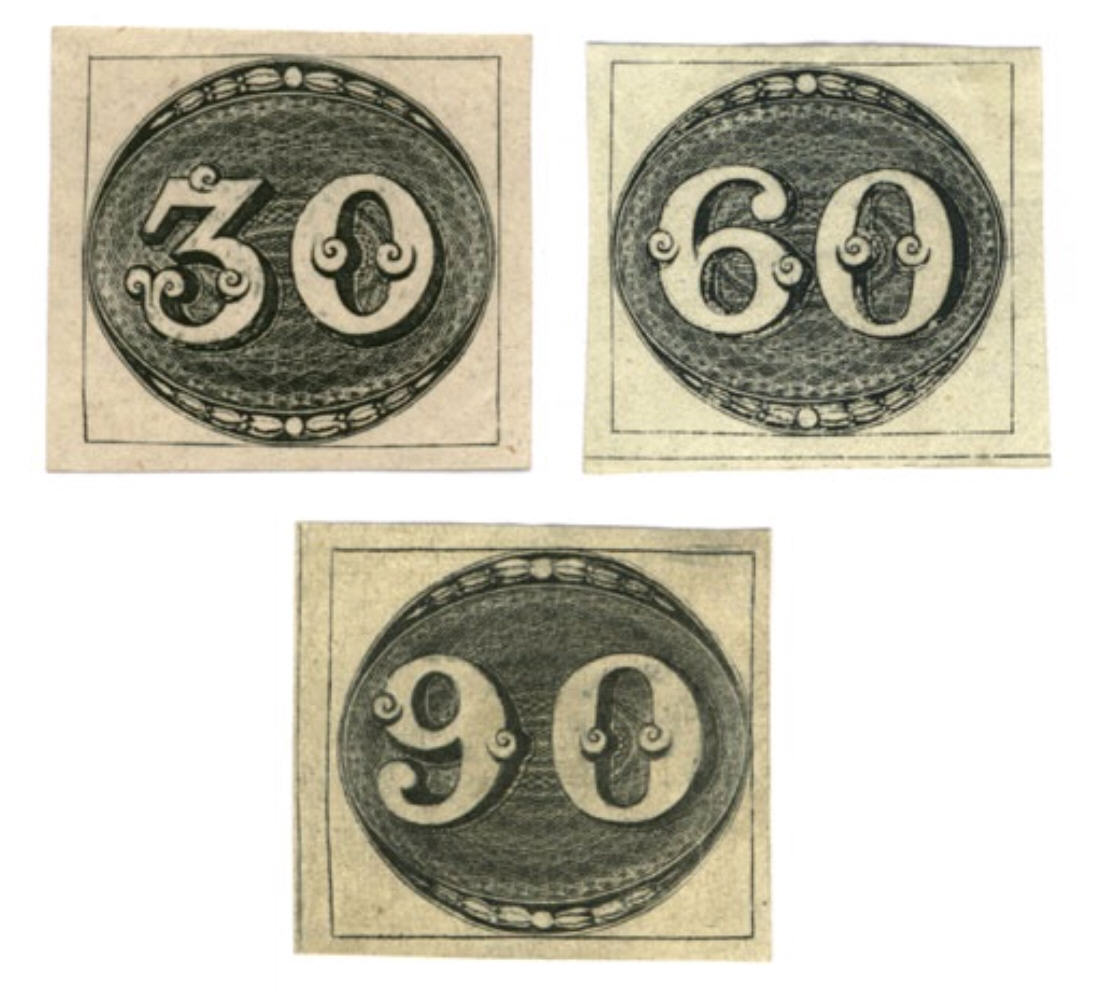
Les trois timbres de la série

Le Brazilian RHM Catalogue (2004) donne les éléments suivants
| Faciale | Neuf      | Oblitéré  |
| ------- | --------- | --------- |
| 30 réis | USD 5,000 | US$ 750   |
| 60 réis | USD 2,000 | USD 400   |
| 90 réis | USD 5,000 | USD 1,600 |

Les cotes sont données pour les variétés et oblitérations les plus courantes. Des timbres en paires, blocs...peuvent réaliser de bonnes plus-values.